# 潘維曦
潘維曦，原為中國內地商人，其後因案遷居香港。1999年涉及廣州市商業銀行百億非法吸存案導致廣州市新中国大厦资金链断裂成为烂尾楼。2013年在香港被廣東警方跨境拘捕，事件於2016年再引起爭議。

## 2001年由香港法院裁定一項串謀詐騙罪罪名成立
2001年1月31日，潘維曦被區域法院潘敏琦法官裁定一項串謀詐騙罪罪名成立，違反普通法及香港法例第200章《刑事罪行條例》第159C（6）條。潘法官亦裁定，就算上述控罪的裁決受質疑，她也滿意潘維曦干犯了被控的交替控罪，即串謀由代理人欺騙其主事人而使用收據、賬目或文件，違反香港法例第200章第159A條及第201章《防止賄賂條例》第9（3）條。同日，潘法官判處潘維曦入獄21個月。

## 廣東警方跨境執法及嚴刑逼供爭議
傳媒人紀碩鳴於2016年1月9日在《明報》觀點版發表《中央應嚴厲阻止跨境綁架》一文，提及潘維曦被捕一事，當時《南方都市報》當年報道時直指事主「在香港被廣東警方拘捕」。紀碩鳴引述潘維曦的妻子，指當時於2013年9月8日，他們二人回香島道家的路上，遇到假冒的香港警察，其後被綑綁起來塞入另一車內，及運到廣東。期間二人被分隔兩房及被多種方式折磨及逼供。潘維曦的妻子提及「連黑幫都不會這麼專業」，懷疑是內地公安所為。
案發後潘的女兒在港報警，在香港警方努力爭取下，廣州公安才釋放潘妻。文章又指香港警曾作大量調查及蒐集證據，並找到綁架案外圍疑犯，但證據交廣東當局近兩年了，仍未獲處理。
香港警方接獲查詢時，證實曾接獲有關報案。
於2015年10月被判執行有期徒刑16年6個月、罰款80萬元人民幣的潘維曦，經上訴後，於2016年3月15日在廣州市中級人民法院閉門二審下被駁回上訴，維持原判。

## 資料來源
1. ↑  . finance.sina.cn. 2015-03-18  [2019-11-28]. （原始内容存档于2019-11-28）.
2. ↑  广州一官员妻子移居香港儿子美国读书 纪委称不算全裸官 的存檔，存档日期2014-04-15.
3. ↑  香港特別行政區政府 訴 潘維曦及另一人 (16/10/2001, CACC50/2001)
4. 1 2  .   [2016-01-10]. （原始内容存档于2016-01-12）.
5. ↑  .   [2016-01-09]. （原始内容存档于2016-01-12）.
6. ↑  .   [2016-04-22]. （原始内容存档于2016-09-19）.